# Seznam norveških ekonomistov
Seznam norveških ekonomistov.

## A
- Jacob Aall

## B
- Karl H. Borch

## F
- Ragnar Frisch

## H
- Trygve Haavelmo

## K
- Finn E. Kydland

## M
- Jan Mossin

## N
- Victor D. Norman

## S
- Agnar Sandmo

## T
- Odd Karsten Tveit

## W
- Ingvar Wedervang